# オリンピック・リヨンの選手一覧
オリンピック・リヨンの選手一覧は、フランスのリヨンに本拠地を置くオリンピック・リヨンに現在在籍しているまたは過去に在籍していた選手・監督の一覧である。

## 歴代監督
- オスカル・ヘイセレール 1950-1954
- ジュリアン・ダルイ 1954-1955
- ルシアン・トルペル 1955-1959
- ガブリエル・ロベール 1959-1961
- マヌエル・フェルナンデス 1961-1962
- ルシアン・ジャセロン 1962-1966
- ルイ・オン 1966-1968
- エメ・ミニョ 1968-1976
- エメ・ジャケ 1976-1980
- ジャン＝ピエール・デストルメレ 1980-1981
- ヴラディミル・コヴァチェヴィッチ 1981-1982
- ロベール・エルバン 1982-1984
- ロベール・ヌザレ 1984-1987
- デニス・パパス 1987-1988
- マルセル・ル・ボルニェ 1988
- レイモン・ドメネク 1988-1993
- ジャン・ティガナ 1993-1995
- ギ・ステファン 1995-1996
- ベルナール・ラコンブ 1996-2000
- ジャック・サンティニ 2000-2002
- ポール・ル・グエン 2002-2005
- ジェラール・ウリエ 2005-2007
- アラン・ペラン 2007-2008
- クロード・ピュエル 2008-2011
- レミ・ガルド 2011-2014
- ウベール・フルニエ 2014-2015
- ブルーノ・ジェネジオ 2015-2019
- シウヴィーニョ 2019
- リュディ・ガルシア 2019-2021
- ピーター・ボス 2021-2022
- ローラン・ブラン 2022-2023
- ファビオ・グロッソ 2023-

## 歴代所属選手

### GK
- スロボダン・トパロヴィッチ（英語版） 1981-1987
- ジル・ルセ（英語版） 1990-1993
- パスカル・オルメタ 1993-1996
- グレゴリー・クーペ 1997-2008
- レミ・ヴェルクートゥル 2002-2014
- ウーゴ・ロリス 2008-2012
- アントニー・ロペス 2011-
- アントニー・ラシオピ 2018-2020
- チプリアン・タタルシャヌ 2019-2020

### DF
- ジャン＝フランソワ・ドメルグ 1982-1983
- ブリュノ・ヌゴッティ 1988-1995
- マニュエル・アモロス 1993-1995
- ヤツェク・ボンク 1995-2001
- エリック・ドフランドル 2000-2004
- パトリック・ミュラー 2000-2004
- アントニー・レヴェイエール 2003-2013
- エリック・アビダル 2004-2007
- シルヴァン・モンソロー 2005-2006
- ファビオ・グロッソ 2007-2009
- デヤン・ロヴレン 2011-2013, 2023-
- クリス 2004-2012
- セバスティアン・スキラシ 2006-2008
- ジャン＝アラン・ブームソン 2008-2010
- ティモテー・コロジエチャク 2009-2012
- サミュエル・ユムティティ 2011-2016
- バカリ・コネ 2011-2016
- マプ・ヤンガ＝ムビワ 2015-2020
- マチェイ・リブス 2016-2017
- フェルラン・メンディ 2017-2019
- ジェイソン・デナイヤー 2018-2022
- レオ・デュボワ 2018-2021
- ヨアキム・アンデルセン 2019-2021
- マッティア・デ・シリオ 2020-2021
- エメルソン 2021-2022
- ジェローム・ボアテング 2021-2023
- マロ・ギュスト 2021-2023, 2023
- カステロ・ルケバ 2021-2023
- ニコラス・タグリアフィコ 2022-
- ドゥイェ・チャレタ＝ツァル 2023-

### MF
- マリオ・コルナ 1970-1972
- ジャン・ティガナ 1978-1981
- アベディ・ペレ 1993-1994
- ダニエル・ブラヴォ 1997-1998
- エジミウソン 2000-2004
- ジュニーニョ・ペルナンブカーノ 2001-2009
- マアマドゥ・ディアッラ 2002-2006
- マイケル・エッシェン 2003-2005
- ハテム・ベン・アルファ 2004-2008
- ティアゴ・メンデス 2005-2007
- アルー・ディアッラ 2006-2007
- ジェレミー・トゥララン 2006-2011
- キム・シェルストレーム 2006-2012
- ミラレム・ピャニッチ 2008-2011
- ジャン・マクーン 2008-2011
- マキシム・ゴナロン 2009-2017
- ヨアン・グルキュフ 2010-2015
- コランタン・トリッソ 2013-2017, 2022-
- ナビル・フェキル 2013-2019
- マテュー・ヴァルブエナ 2015-2017
- リュカ・トゥザール 2015-2020
- タンギ・エンドンベレ 2017-2018, 2018-2019, 2022
- フセム・アワール 2017-2023
- チアゴ・メンデス 2019-2023
- ラヤン・シェルキ 2019-
- マクサンス・カケレ 2019-
- ルーカス・パケタ 2020-2022
- ブルーノ・ギマラインス 2020-2022
- ジェルダン・シャチリ 2021-2022
- エインズリー・メイトランド＝ナイルズ 2023-

### FW
- ベルナール・ラコンブ 1969-1978
- ソニー・アンデルソン 1993-1994, 1999-2003
- リュドヴィク・ジュリ 1994-1998
- エリック・アサドゥリアン 1995-1996
- フレデリック・カヌーテ 1997-2000
- シドニー・ゴブ 1999-2000
- ジオヴァネ・エウベル 2003-2005
- フローラン・マルダ 2003-2007
- ニウマール 2004-2005
- シルヴァン・ヴィルトール 2004-2007
- カリム・ベンゼマ 2004-2009
- ヨン・カリュー 2005-2007
- フレッジ 2005-2009
- ロイク・レミー 2006-2008
- ミラン・バロシュ 2007-2008
- アブドゥル・カデル・ケイタ 2007-2009
- イシャク・ベルフォディル 2009-2012
- リサンドロ・ロペス 2009-2013
- バフェティンビ・ゴミス 2009-2014
- アレクサンドル・ラカゼット 2010-2017, 2022-
- アントニー・マルシャル 2012-2013
- アラサヌ・プレア 2012-2014
- クリントン・エンジ 2012-2015
- マクスウェル・コルネ 2015-2021
- ジャン＝フィリップ・マテタ 2016-2018
- マリアーノ・ディアス 2017-2018
- アミーヌ・グイリ 2017-2020
- ベルトラン・トラオレ 2017-2020
- メンフィス・デパイ 2017-2021
- マルタン・テリエ 2018-2020
- ムサ・デンベレ 2018-2023
- カール・トコ・エカンビ 2020, 2020-
- イスラム・スリマニ 2021-2022
- テテ 2022-2023

## 個人記録

### 最多試合出場
| # | 選手                     | 出場数 | 在籍期間            |
| - | ------------------------ | ------ | ------------------- |
| 1 | セルジュ・キエーザ       | 542    | 1969-1983           |
| 2 | グレゴリー・クーペ       | 519    | 1997-2008           |
| 3 | フルーリー・ディ・ナッロ | 494    | 1960-1974           |
| 4 | イヴ・シャヴォー         | 490    | 1964-1975 1978-1982 |
| 5 | アントニー・ロペス       | 452    | 2012-               |

### 最多得点
| # | 選手                           | 得点数 | 在籍期間        |
| - | ------------------------------ | ------ | --------------- |
| 1 | フルーリー・ディ・ナッロ       | 222    | 1960-1974       |
| 2 | アレクサンドル・ラカゼット     | 157    | 2010-2017 2022- |
| 3 | ベルナール・ラコンブ           | 149    | 1969-1978       |
| 4 | セルジュ・キエーザ             | 132    | 1969-1983       |
| 5 | ジュニーニョ・ペルナンブカーノ | 100    | 2001-2009       |